# Ricardo Fabini
Ricardo Fabini Belhot (6 de mayo de 1967) es un regatista uruguayo, que ha sido dos veces campeón del mundo, medallista de plata en Juegos Panamericanos 1995 2019(juegos odesur2022)Juegos Suramericanos de Playa 2019, y ha competido en dos Juegos Olímpicos de Verano
10 veces Campeón del circuito Rolex original CASRC.
También posee la marca de más de 35 títulos de Campeón Uruguayo en las diferentes categorías, Optimist, Láser, Snipe, J24, Soling,Hándicap 
Considerado a la fecha como el mejor timonel / patron en la historia de la vela uruguaya.
Con records como Ganar un sudamericano de Snipe ganando todas las regatas(1993 CVB)
Ganar una Rolex ganando todas las regatas, 

## Campeonatos del mundo
Es el único uruguayo que ha ganado el Campeonato del Mundo de la clase Snipe, título que consiguió en 1989. En 2005 ganó el mundial de cruceros IMS.

## Juegos Olímpicos
Ha participado en dos Juegos Olímpicos de Verano, siendo el deportista abanderado de Uruguay en Barcelona 92.
- Barcelona 1992, 16.º puesto en Soling.
- Atlanta 1996, 30.º puesto en Laser.

## Juegos Panamericanos
Fue medalla de plata en los Juegos Panamericanos de 1995 con Roberto Fabini, y en los de 2019 con Florencia Parnizari, en la clase Snipe, y también participó en los Juegos Panamericanos de 1999, en Winnipeg, clasificándose en cuarta posición en la clase Snipe, con Ignacio Saralegui de tripulante.

## Juegos Suramericanos de Playa
Fue medalla de plata en los Juegos Suramericanos de Playa de 2019 con Florencia Parnizari Sommer. 

## Juegos Suramericanos
Fue medalla de plata en los Juegos Suramericanos 2022 con Carolina Valeria Rodriguez. 

## Otros campeonatos
También ha ganado el Campeonato del Hemisferio Occidental y Oriente de la clase Snipe en 1990, y el Sudamericano en 1993, 1996 y 1998.